# Governo Sandu
Il governo Sandu è il ventesimo esecutivo della Repubblica di Moldavia, in carica dall'8 giugno al 12 novembre 2019.

## Contesto
In seguito al risultato delle elezioni parlamentari del 2019, che ha assegnato 35 seggi al PSRM, 30 al PDM, 26 alla coalizione ACUM (formata da PPDA e PAS), 7 all'MR e 3 a politici indipendenti, il Parlamento è stato incaricato di formare il nuovo governo entro tre mesi dalla convalidazione dei risultati, ossia 90 giorni a partire dal 9 marzo.
Il 7 giugno la Corte costituzionale moldava ha dichiarato che, come da prassi, nel caso in cui il Parlamento sia incapace di formare un nuovo governo entro il limite stabilito, il Presidente della Repubblica dovrà sciogliere la camera e indire nuove elezioni. Il giorno dopo tuttavia la coalizione ACUM e il PSRM hanno dichiarato di aver raggiunto un accordo: Zinaida Greceanîi, leader dei socialisti, sarebbe diventata presidente della camera, mentre Maia Sandu avrebbe formato il nuovo governo in qualità di primo ministro.
Poiché l'accordo sarebbe andato oltre il limite imposto dalla corte, ma non oltre il limite di tre mesi, il Presidente Igor Dodon si è rifiutato di sciogliere il Parlamento e pertanto la corte, su richiesta del parlamentare democratico Sergiu Sîrbu, ha sospeso Dodon incaricando il primo ministro uscente Pavel Filip di sciogliere il Parlamento e indire nuove elezioni.
In seguito alle proteste scoppiate Filip si è dimesso dalla carica di Primo ministro, rifiutandosi tuttavia di riconoscere il governo Sandu e annunciando che le elezioni si sarebbero tenute nuovamente il 9 settembre.
Il 15 giugno la corte ha ritrattato la propria posizione, ritirando tutti i provvedimenti e le sentenze contro il governo incaricato. Il 20 giugno il presidente della corte, Mihai Poalelungi, ha rassegnato le dimissioni, seguito sei giorni dopo dagli altri giudici. Le dimissioni sono state accolte positivamente dal primo ministro.
Il 12 novembre il parlamento ha votato una mozione di sfiducia contro il governo, con risultato di 63 favorevoli su 101.

## Composizione

### Presidenza del Consiglio
| Carica              | Nome                  |
| ------------------- | --------------------- |
| Primo ministro      | Maia Sandu (PAS)      |
| Vice primi ministri | Andrei Năstase (PPDA) |
| Vice primi ministri | Vasilii Șova (PSRM)   |

### Ministri
| Ministero                                  | Ministro                                             |
| ------------------------------------------ | ---------------------------------------------------- |
| Economia e infrastrutture                  | Vadim Brînzan (Ind.)                                 |
| Affari esteri e integrazione europea       | Nicu Popescu (Ind.)                                  |
| Affari interni                             | Andrei Năstase (PPDA)                                |
| Difesa                                     | Pavel Voicu (PSRM)                                   |
| Giustizia                                  | Stanislav Pavlovschi (PPDA) (fino al 23 giugno 2019) |
| Giustizia                                  | Olesea Stamate (Ind.) (dal 24 giugno 2019)           |
| Finanze                                    | Natalia Gavrilița (PAS)                              |
| Agricoltura, sviluppo regionale e ambiente | Georgeta Mincu (Ind.)                                |
| Istruzione, cultura e ricerca              | Liliana Nicolăescu-Onofrei (PAS)                     |
| Salute, lavoro e sicurezza sociale         | Ala Nemerenco (Ind.)                                 |

### Membro ex-officio
| Carica                     | Nome                                   |
| -------------------------- | -------------------------------------- |
| Governatore della Gaugazia | Irina Vlah (Ind.) (dal 15 aprile 2015) |